# Manacapuru (ort)
Manacapuru är en ort i delstaten Amazonas i norra Brasilien. Den är centralort i en kommun med samma namn och folkmängden uppgick till cirka 60 000 invånare vid folkräkningen 2010. Manacapuru är belägen längs Amazonfloden, cirka tio mil sydväst om storstaden Manaus.